# Гиббонс, Райан
Райан Гиббонс (англ. Ryan Gibbons; род. 13 августа 1994 в Йоханнесбурге,  ЮАР) — южноафриканский профессиональный шоссейный велогонщик, выступающий за команду мирового тура «Qhubeka Assos».

## Достижения
2013
Чемпионат Африки
3-й  Командная гонка
2015
6-й 94.7 Cycle Challenge
2016
7-й Кубок Бернокки 
2017
1-й  Тур Лангкави 
1-й  Очковая классификация
1-й Этап 5
2019
4-й Кэдел Эванс Грейт Оушен Роуд

## Статистика выступлений

### Гранд-туры
| Гонка           | 2017 |
| --------------- | ---- |
| Джиро д'Италия  | НФ   |
| Тур де Франс    | —    |
| Вуэльта Испании | —    |

| —  | Не участвовал  |
| НФ | Не финишировал |